# رضا رخشان
 رضا رخشان (زاده - تهران) تهیه کننده و مدیر فیلمبردای اهل ایران است . از مهم‌ترین فعالیت هنری وی به تهیه‌کنندگی هزارپا و مدیر فیلمبرداری سریال آژانس دوستی می‌توان اشاره کرد.

## بازیگر
- مسافران (فیلم ۱۳۷۰)
- راه دوم (۱۳۶۳)

## تهیه‌کننده
- ویلای ساحلی (۱۴۰۱)
- هزارپا (۱۳۹۷)
- ضد گلوله (۱۳۹۰)

## مدیر فیلمبرداری
- غیرمجاز (۱۳۹۴)
- ضد گلوله (۱۳۹۰)
- قرنطینه (۱۳۸۶)
- رامی (۱۳۸۵)
- زمان می‌ایستد (۱۳۸۴)
- داستان ناتمام (۱۳۸۲)
- زیستن (۱۳۸۰)
- آژانس دوستی (۱۳۷۸)

## فیلمبردار
- پیتزا مخلوط (۱۳۸۹)
- بعدازظهر سگی سگی (۱۳۸۸)
- پاپیتال (۱۳۸۵)
- کودک شاعر (۱۳۸۱)

## مدیر تصویربرداری
- فقط چشم‌هاتو ببند (۱۳۸۵)
- وقت لطیف شن (۱۳۸۵)

## عکاس
- فردا (۱۳۸۰)
- بلوغ (۱۳۷۷)
- غریبانه (۱۳۷۶)
- شاخ گاو (۱۳۷۴)
- اشک و لبخند (۱۳۷۳)
- روز واقعه (۱۳۷۳)
- آبادانی‌ها (۱۳۷۱)
- مسافران (۱۳۷۰)
- مهاجران (۱۳۶۹)

## جوایز
- برنده (سیمرغ بلورین بهترین فیلم) برای فیلم ضد گلوله (۱۳۹۰)
- کاندید (سیمرغ بلورین بهترین عکس) برای فیلم آبادانی‌ها (۱۳۷۲)